# Boeing B-50 Superfortress
Boeing B-50 Superfortress (прозвище «Энди Гамп») — стратегический бомбардировщик ВВС США, завершающая глубокая модификация серийного бомбардировщика B-29 Superfortress с новыми, более мощными двигателями и увеличенной боевой нагрузкой (основные внешние отличительные признаки: удлинённый киль, мотогондолы со смещёнными назад нижними воздухозаборниками маслорадиаторов, носовой фонарь с увеличенным в высоту плоским наклонным бронестеклом, либо симметричный бескаркасный). Последний серийный поршневой бомбардировщик «Boeing» (на основе В-50 создавался, но не был завершён разработкой проект В-54).
В 1944 году, на этапе проектирования под заказ на 200 ед. — получил первоначальное обозначение B-29D. В сентябре 1945 года, в условиях резкого сокращения военных заказов, в процессе оформления первого послевоенного подряда, фирма Boeing, по согласованию с заказчиком, присвоила самолёту новое обозначение В-50, которое навсегда оставило его в тени своего знаменитого предшественника. Новое обозначение В-50, с одной стороны, акцентировало внимание заказчика на многочисленных внесённых конструктивных улучшениях, обеспечивших существенное повышение лётно-технических характеристик машины по сравнению со снятыми с производства В-29, с другой стороны — отвлекало внимание чиновников от огромного числа законсервированных В-29 на базах хранения, снимая субъективно-психологические преграды для подписания контракта на финансирование заказа.
Выпускался серийно в 1947—1953 годах. Всего выпущено 370 машин в различных модификациях и вариантах. Состоял на вооружении ВВС США с 1948 по 1965 годы. Эксплуатация В-50 в качестве стратегических бомбардировщиков была завершена с поступлением на вооружение реактивных бомбардировщиков В-47.
На основе бомбардировщика В-50 были разработаны серийные военно-транспортный самолёт C-97 и самолёт-заправщик KC-97, построенные в количестве 77 и 811 единиц соответственно, и серийный пассажирский авиалайнер Boeing 377.

## История создания
В 1944 году фирме «Boeing» был выдан заказ на разработку проекта модернизации серийного бомбардировщика В-29А. Модификация В-29А производилась серийно только на одном заводе компании «Boeing» в Рентоне (штат Вашингтон), и существенно отличалась конструктивно от исходного варианта В-29 и его модификации В-29В. Первоначально заказ предусматривал лишь замену весьма капризных в эксплуатации и склонных к перегреву штатных двигателей на новые, более мощные, но без существенных изменений в конструкции планера и в составе оборудования и вооружения. Заказчик рассчитывал значительно повысить ЛТХ новой модификации за счёт более мощной силовой установки. Проект получил на фирме «Boeing» обозначение «Model 345-2», а у заказчика (в системе ВВС) — обозначение проектной модификации В-29D. Установка новых двигателей вместо штатных вынудила заново спроектировать мотогондолы с изменением их обводов и конструктивного исполнения.
Для проведения лётных испытаний новой силовой установки был доработан один серийный бомбардировщик В-29А под обозначением XB-44. В 1944—1945 годах на опытном ХВ-44 состоялись лётные испытания новой силовой установки, поскольку никаких существенных изменений в конструкции базовой машины не вносилось. Новые 28-цилиндровые четырёхрядные звездообразные двигатели воздушного охлаждения фирмы Пратт-Уитни R-4360-35 «Wasp Major» с взлётной мощностью 3500 л. с. (номинальная — 3000 л. с.) каждый, вполне оправдали надежды заказчика.
Параллельно с испытаниями ХВ-44 на фирме «Boeing» проводилось рабочее проектирование новой модификации бомбардировщика «345-2» (В-29D) для серийного производства — с учётом установки новых двигателей, использования новых конструкционных материалов и опыта боевого применения В-29.
После окончания Второй мировой войны, в целях сохранения заказа, разрабатываемая модификация В-29D по инициативе заказчика получила новое официальное обозначение В-50, с учётом существенного повышения его лётных характеристик и реализации дополнительных специфических требований, предъявляемых к носителю атомной бомбы.
Проектирование модификации В-50 осуществлялось параллельно с разработкой фирмой Конвэр межконтинентального бомбардировщика В-36. В то время командование ВВС рассматривало В-50 не только в качестве конкурента сверхтяжёлому В-36, но и в качестве дополняющего эффективного стратегического компонента ВВС. Новые технические решения в аэродинамической компоновке и элементах конструкции В-36 могли растянуть сроки программы его создания и доводки. Программа В-50 выполнялась с минимальными техническими рисками и затратами. При рассмотрении лётно-тактических характеристик В-50 и В-36 руководство ВВС США во главе с генералом Туайнингом и другими генералами ВВС доказало правительству и Конгрессу США целесообразность заказа В-50 для ускорения процесса наращивания стратегического ядерного ударного потенциала ВВС. Для утверждения концепции тяжёлого бомбардировщика средней дальности представители заказчика (ВВС) привели следующие аргументы:
- В-36 значительно превосходит В-50 по дальности полёта и бомбовой нагрузке, однако превосходство В-50 в скорости, максимальной около 700 км/ч и крейсерской около 500 км/ч, делают его мощным фактором стратегического воздушного нападения;
- В-50 при дальности полёта свыше 8000 км (с бомбовой нагрузкой 7000 кг), пролетает это расстояние на 4 часа быстрее, чем В-36 при той же бомбовой нагрузке, что даёт возможность В-50 выполнить пять заданий, тогда как В-36 за это время способен выполнить только четыре (при бомбовой нагрузке примерно 33 % от максимальной и при дальности полёта примерно 50 % от максимальной);
- превосходство в скорости обеспечивает потенциальное преимущество В-50 над более тяжёлым, но менее скоростным В-36 при использовании в качестве элемента системы стратегических авиационных вооружений;
- в условиях действия с европейских и азиатских баз против СССР как носитель атомной бомбы В-50 также имеет значительное преимущество перед В-36.

Доводы ВВС, а также высокая репутация фирмы «Boeing», создавшей серийные высокоэффективные тяжёлые бомбардировщики В-17 и В-29, были поддержаны, и фирма «Boeing» получила первый послевоенный заказ на дальнейшую разработку В-50 и запуск его в сравнительно крупную серию.
С поступлением на вооружение ВВС США межконтинентального стратегического бомбардировщика В-36, бомбардировщик В-50 перешёл в категорию «тяжёлый стратегический бомбардировщик средней дальности».